# 本杰明
本杰明（ベンジャミン）は中華人民共和国の漫画家。黒竜江省出身。大連軽工業学院で服装デザインを学んだ後、2000年に『SENA警官』でデビュー、2004年には東宝国際原創動画漫画芸術コンペに出品した『没有人会飛没有人会記得』で第4回金竜賞最優秀ストーリー漫画賞を受賞した。同年にイラスト集である『Remenber』を出版し20万冊を発行、フランスアグラン漫画展で大賞を受賞した。2007年には中国漫画家として初めての海外個展をパリで開催した。
2008年には『橘子』がフランスColomiers漫画展でアジアの漫画家最初となる最優秀漫画書籍に選出されている。2009年にはフランス人歌手であるJena Leeの「J'aimerais tellement」のミュージックビデオのアニメーション効果とアルバム『Vous remercier』のジャケットデザインを担当した。